# Žarkovina
Žarkovina (cyr. Жарковина) – wieś w Bośni i Hercegowinie, w Republice Serbskiej, w gminie Teslić. W 2013 roku liczyła 313 mieszkańców.